# ФК Палилулац Београд — Куп Београда
Финала купа у којима је учествовао ФК Палилулац.
Победник у финалној утакмици за Фудбалски куп Југославије, на територији Београдског фудбалског подсавеза, стекао је право такмичења у завршном
делу на територији Србије за фудбалски куп Југославије.
Овај чланак приказује финала када је учествовао ФК Палилулац Београд.
Шест пута је долазио до финала купа Београда.
Два пута је узастопно освајао трофеје: 1994. и 1995. године.
Овај чланак је део: .
| \| Освајачи Купа 1960. — 1995. \| Освајачи Купа 1960. — 1995. \| Освајачи Купа 1960. — 1995. \| \| Год. \| Л. \| Клуб \| \| --------------------------- \| --------------------------- \| --------------------------- \| \| 1960. \| \| Железничар (Београд) \| \| 1961. \| \| Жарково (Београд) \| \| 1962. \| \| Жарково (Београд) \| \| 1963. \| \| Обилић (Београд) \| \| 1964. \| \| Железник (Београд) \| \| 1965. \| \| Искра (Барич) \| \| 1966. \| \| Синђелић (Београд) \| \| 1967. \| \| Чукарички (Београд) \| \| 1968. \| \| БАСК (Београд) \| \| 1969. \| \| Слобода (Београд) \| \| 1970. \| \| Чукарчки (Београд) \| \| 1971. \| \| ИМ Раковица (Београд) \| \| 1972. \| \| Рад (Београд) \| \| 1973. \| \| Синђелић (Београд) \| \| 1974. \| \| Беград (Београд) \| \| 1975. \| \| Беград (Београд) \| \| 1976. \| \| Југопетрол (Београд) \| \| 1977. \| \| Галенка (Земун) \| \| 1978. \| \| Хајдук (Београд) \| \| 1979. \| \| Графичар (Београд) \| \| 1980. \| \| Хајдук (Београд) \| \| 1981. \| \| Синђелић (Београд) \| \| 1982. \| \| Раднички (Нови Београд) \| \| 1983. \| \| Вождовац (Београд) \| \| 1984. \| \| Синђелић (Београд) \| \| 1985. \| \| Беград (Београд) \| \| 1986. \| \| Обилић (Београд) \| \| 1987. \| \| Обилић (Београд) \| \| 1988. \| \| Раднички (Нови Београд) \| \| 1989. \| \| Раднички (Нови Београд) \| \| 1990. \| \| БСК (Батајница) \| \| 1991. \| \| Обилић (Београд) \| \| 1992. \| \| Хајдук (Београд) \| \| 1993. \| \| Железник (Београд) \| \| 1994. \| \| Палилулац (Крњача) \| \| 1995. \| \| Палилулац (Крњача) \| |    |                         |
| Освајачи Купа 1960. — 1995. |    |                         |
| Год. | Л. | Клуб                    |
| 1960. |    | Железничар (Београд)    |
| 1961. |    | Жарково (Београд)       |
| 1962. |    | Жарково (Београд)       |
| 1963. |    | Обилић (Београд)        |
| 1964. |    | Железник (Београд)      |
| 1965. |    | Искра (Барич)           |
| 1966. |    | Синђелић (Београд)      |
| 1967. |    | Чукарички (Београд)     |
| 1968. |    | БАСК (Београд)          |
| 1969. |    | Слобода (Београд)       |
| 1970. |    | Чукарчки (Београд)      |
| 1971. |    | ИМ Раковица (Београд)   |
| 1972. |    | Рад (Београд)           |
| 1973. |    | Синђелић (Београд)      |
| 1974. |    | Беград (Београд)        |
| 1975. |    | Беград (Београд)        |
| 1976. |    | Југопетрол (Београд)    |
| 1977. |    | Галенка (Земун)         |
| 1978. |    | Хајдук (Београд)        |
| 1979. |    | Графичар (Београд)      |
| 1980. |    | Хајдук (Београд)        |
| 1981. |    | Синђелић (Београд)      |
| 1982. |    | Раднички (Нови Београд) |
| 1983. |    | Вождовац (Београд)      |
| 1984. |    | Синђелић (Београд)      |
| 1985. |    | Беград (Београд)        |
| 1986. |    | Обилић (Београд)        |
| 1987. |    | Обилић (Београд)        |
| 1988. |    | Раднички (Нови Београд) |
| 1989. |    | Раднички (Нови Београд) |
| 1990. |    | БСК (Батајница)         |
| 1991. |    | Обилић (Београд)        |
| 1992. |    | Хајдук (Београд)        |
| 1993. |    | Железник (Београд)      |
| 1994. |    | Палилулац (Крњача)      |
| 1995. |    | Палилулац (Крњача)      |

| Освајачи Купа 1960. — 1995. | Освајачи Купа 1960. — 1995. | Освајачи Купа 1960. — 1995. |
| Год.                        | Л.                          | Клуб                        |
| --------------------------- | --------------------------- | --------------------------- |
| 1960.                       |                             | Железничар (Београд)        |
| 1961.                       |                             | Жарково (Београд)           |
| 1962.                       |                             | Жарково (Београд)           |
| 1963.                       |                             | Обилић (Београд)            |
| 1964.                       |                             | Железник (Београд)          |
| 1965.                       |                             | Искра (Барич)               |
| 1966.                       |                             | Синђелић (Београд)          |
| 1967.                       |                             | Чукарички (Београд)         |
| 1968.                       |                             | БАСК (Београд)              |
| 1969.                       |                             | Слобода (Београд)           |
| 1970.                       |                             | Чукарчки (Београд)          |
| 1971.                       |                             | ИМ Раковица (Београд)       |
| 1972.                       |                             | Рад (Београд)               |
| 1973.                       |                             | Синђелић (Београд)          |
| 1974.                       |                             | Беград (Београд)            |
| 1975.                       |                             | Беград (Београд)            |
| 1976.                       |                             | Југопетрол (Београд)        |
| 1977.                       |                             | Галенка (Земун)             |
| 1978.                       |                             | Хајдук (Београд)            |
| 1979.                       |                             | Графичар (Београд)          |
| 1980.                       |                             | Хајдук (Београд)            |
| 1981.                       |                             | Синђелић (Београд)          |
| 1982.                       |                             | Раднички (Нови Београд)     |
| 1983.                       |                             | Вождовац (Београд)          |
| 1984.                       |                             | Синђелић (Београд)          |
| 1985.                       |                             | Беград (Београд)            |
| 1986.                       |                             | Обилић (Београд)            |
| 1987.                       |                             | Обилић (Београд)            |
| 1988.                       |                             | Раднички (Нови Београд)     |
| 1989.                       |                             | Раднички (Нови Београд)     |
| 1990.                       |                             | БСК (Батајница)             |
| 1991.                       |                             | Обилић (Београд)            |
| 1992.                       |                             | Хајдук (Београд)            |
| 1993.                       |                             | Железник (Београд)          |
| 1994.                       |                             | Палилулац (Крњача)          |
| 1995.                       |                             | Палилулац (Крњача)          |

### Јун 1966. године
| ФИНАЛЕ[1] Јун 1966. године Стадион: БАСК-а код Цареве ћуприје, Београд гледалаца око 300 Судија: Б. Радосављевић (Београд) Стрелац: 1:0 Чакоран у 60’ ПКБ, Падинска Скела Корнери: 4:4, температура ваздуха око 30° Пехар предао члан Извршног одбора Београдског фудбалског подсавеза Петар Лукић | ФИНАЛЕ[1] Јун 1966. године Стадион: БАСК-а код Цареве ћуприје, Београд гледалаца око 300 Судија: Б. Радосављевић (Београд) Стрелац: 1:0 Чакоран у 60’ ПКБ, Падинска Скела Корнери: 4:4, температура ваздуха око 30° Пехар предао члан Извршног одбора Београдског фудбалског подсавеза Петар Лукић | ФИНАЛЕ[1] Јун 1966. године Стадион: БАСК-а код Цареве ћуприје, Београд гледалаца око 300 Судија: Б. Радосављевић (Београд) Стрелац: 1:0 Чакоран у 60’ ПКБ, Падинска Скела Корнери: 4:4, температура ваздуха око 30° Пехар предао члан Извршног одбора Београдског фудбалског подсавеза Петар Лукић |
| „Домаћин” | Резултат | „Гост” |
| --- | --- | --- |
| ПКБ-е, Падинска Скела - 1. Милановић · 2. Јелисавчић · 3. Павловић · 4. Ђорђе Тијеглић — Туња · 5. Васа Крајтер · 6. Стефановић · 7. Чакоран 60’ · 8. Калакасидис · 9. И. Андрејић · 10. П. Андрејић · 11. Тешић ·                                                                                 | 1:0 | Палилулац, Крњача - 1. Абдулах Мујагић · Мустафа Хоџић Хоџа · 2. Тома Жалац · 3. Неша Стефановић · 4. Драган Николић · 5. Драгутин Веланац · 6. Веса Ивковић · 7. Јован Јефтић Јоле · 8. Астерије Филактов Грк · 9. Милан Вукелић Вукела · 10. Јозеф Дели Јошка · 11. Исаило Милићевић Иса         |

### 18. јун 1990. године
| \| ФИНАЛЕ 18. Јун 1990. године[2] Стадион: Палилулца, Крњача гледалаца преко 2.000 Судија: Душан Ђукелић (Лазаревац) (8) \| ФИНАЛЕ 18. Јун 1990. године[2] Стадион: Палилулца, Крњача гледалаца преко 2.000 Судија: Душан Ђукелић (Лазаревац) (8) \| ФИНАЛЕ 18. Јун 1990. године[2] Стадион: Палилулца, Крњача гледалаца преко 2.000 Судија: Душан Ђукелић (Лазаревац) (8) \| \| „Домаћин” \| Резултат \| „Гост” \| \| ------------------------------------------------------------------------------------------------------------------------------------------------------------------------------------------------------------------------------------------------------------------------------------------- \| --------------------------------------------------------------------------------------------------------------------- \| ------------------------------------------------------------------------------------------------------------------------------------------------------------------------------------------------------------------------------------------------------------------ \| \| Палилулац, Крњача - 1. Горан Вујић (5) · 2. Дрењанин (6) 46’ Драмичанин (7) · 3. Шеган (6) · 4. Цвијановић (7) · 5. Аранитовић (7) · 6. Ђелић (6) · 7. Зец (7) 21’ 86’ · 8. Драган Вујић (6) · 9. Велиновић (6) · 10. Филиповић (7) · 11. Ракић (6) 57’ Перковић (6) · Тренер: Милош Грујић \| 2:4 (1:2) \| Раднички Нови Београд - 1. Дукић (6) · 2. Буна (7) · 3. Дабић (6) · 4. Ђоловић (6) · 5. Исаиловић (7) 85’ Пртењача (—) · 6. Миљковић (7) · 7. Глушчевић (7) 84’ · 8. Алексић (6) 80’ Стојановић (—) · 9. Кошутић (8) 45’ · 10. Шимичић (8) 22’ · 11. Ђурић (9) 71’ \| |           |                       |
| ФИНАЛЕ 18. Јун 1990. године Стадион: Палилулца, Крњача гледалаца преко 2.000 Судија: Душан Ђукелић (Лазаревац) (8) |           |                       |
| „Домаћин” | Резултат  | „Гост”                |
| Палилулац, Крњача | 2:4 (1:2) | Раднички Нови Београд |

| - Стоје: Жућа, ??, Горан Вујић, Шеган, Владан Аранитовић, Милан Ђелић, Ракић, Мирослав Медић Меда, Рашид Шемсединовић, Драган Перковић, Бане Војиновић Чуче: Дрењанин, Радиша Цвијановић, Драган Вујић, Немања Зец, Небојша Велиновић , Владан Филиповић, Милорад Драмичанин | - Стадион Палилулца Крњача |

### 24. октобра 1994. године
Утакмицу је директно преносила НТВ Студио „Б”-е.
Цена улазнице је била: 3 динара.
Пехар предао Зоран Милошевић председник ИО Скупштине града.
| \| Палилулац Љујић (7) Љубеновић (7) Д. Аничић (7,5) 76’ (пен.) Бијеле (6) Лунгуловић (6,5) Момировић (7,5) 17’ Топалов (6) Васовић (6,5) Рајић (7) Јеврић (6) Рамадани (7) Резултат · 2:1 Железник Николић (7) Ћирић (6,5) Стојановић (6) Серафимовић (6,5) Савић (6) Митић (6) Стојанов (6) Прерадовић (6,5) 10’ Срдић (6) Смиљанић (7) Зец (6) \| \| Тренери: Палилулца Славко Јовић; Железника Аца Трифуновић Играли су још: Петрић (7) и Андрић — Палилулац; Миленовић и Станковић (6) — Железник \| | - Стоје: физиотерапеут Срђан, Бјеле,?, Топалов, ?, ?, Љубеновић, Драган Аничић , Момировић, Крстић, Љујић, ?, тренер Јовић, ?, Филактов Чуче: Васовић, ?, ?, Лунгуловић, Рамадани, секретар Ђурашковић, Рајић, ?, Соле - Стадион Хајдука, капацитет стадиона 4.500 места , на којем је одиграно финале купа Београда. |
| Палилулац Љујић (7) Љубеновић (7) Д. Аничић (7,5) 76’ (пен.) Бијеле (6) Лунгуловић (6,5) Момировић (7,5) 17’ Топалов (6) Васовић (6,5) Рајић (7) Јеврић (6) Рамадани (7) Резултат · 2:1 Железник Николић (7) Ћирић (6,5) Стојановић (6) Серафимовић (6,5) Савић (6) Митић (6) Стојанов (6) Прерадовић (6,5) 10’ Срдић (6) Смиљанић (7) Зец (6) | |
| Тренери: Палилулца Славко Јовић; Железника Аца Трифуновић Играли су још: Петрић (7) и Андрић — Палилулац; Миленовић и Станковић (6) — Железник | |

### 14. октобра 1995. године
ФК Палилулац, Крњача 3:0  ФК Сремчица
Финале купа Београда одиграно је на игралишту Рада — „Краљ Петар Први”.
| \| ФК Палилулац 3:0 ФК Сремчица 1 Дарко Жарић 2 Драган Аничић 3 Срђан Лечић 4 Драган Бијеле 5 Стојан Љубеновић 6 Ненад Павловић 7 Игор Радивојевић 8 Александар Момировић 9 Иван Алфировић 10 Милољуб Ловрић 11 Бобан Петковић Тренер: Милољуб Остојић 1 Ковачевић 2 Рајчетић 3 Стајчић 4 Трифковић 5 Јовановић 6 Јовић 7 Живковић 8 Видаковић 9 Петковић 10 Топалов 11 Радовановић Тренер: М.Раденовић Грба Михајло Јекнић Јован Боровић Милан Караџић Делегат: Никола Милановић \| | - Стоје: Егерић, Филактов, Јанковић, Алфировић, Павловић, Ловрић, Бјела, Жарић, Јакшић, тренер Остојић, др Лакушић Чуче: Рамадани, Д. Аничић , Живковић, Петковић, Љубеновић, физиотерапеут Веља Митровић - Стадион Рада — „Краљ Петар Први”. Капацитет 6.000 места. - Прослава освајања купа Београда |
| ФК Палилулац 3:0 ФК Сремчица 1 Дарко Жарић 2 Драган Аничић 3 Срђан Лечић 4 Драган Бијеле 5 Стојан Љубеновић 6 Ненад Павловић 7 Игор Радивојевић 8 Александар Момировић 9 Иван Алфировић 10 Милољуб Ловрић 11 Бобан Петковић Тренер: Милољуб Остојић 1 Ковачевић 2 Рајчетић 3 Стајчић 4 Трифковић 5 Јовановић 6 Јовић 7 Живковић 8 Видаковић 9 Петковић 10 Топалов 11 Радовановић Тренер: М.Раденовић Грба Михајло Јекнић Јован Боровић Милан Караџић Делегат: Никола Милановић       | |

### 24. јуна 2001. године
| \| ФИНАЛЕ 24. јуна 2001. године[5] Стадион: Рада — „Краљ Петар Први”. са Бањице Београд \| ФИНАЛЕ 24. јуна 2001. године[5] Стадион: Рада — „Краљ Петар Први”. са Бањице Београд \| ФИНАЛЕ 24. јуна 2001. године[5] Стадион: Рада — „Краљ Петар Први”. са Бањице Београд \| \| „Домаћин” \| Резултат \| „Гост” \| \| ------------------------------------------------------------------------------------ \| ------------------------------------------------------------------------------------ \| ------------------------------------------------------------------------------------ \| \| Палилулац, Крњача \| 1:3 \| Млади Обилић Београд \| |          | - Стадион Рада — „Краљ Петар Први”. Капацитет 6.000 места. |
| ФИНАЛЕ 24. јуна 2001. године Стадион: Рада — „Краљ Петар Први”. са Бањице Београд |          |                                                            |
| „Домаћин” | Резултат | „Гост”                                                     |
| Палилулац, Крњача | 1:3      | Млади Обилић Београд                                       |

### 15. јуна 2011. године
| ФИНАЛЕ среда, 15. јун 2011. година у 17.30 часова.[6] Стадион: Срема из Јакова, гледалаца 500 Судија: Златан Хаскић (Београд) (7) Помоћници: Стрелаци: 1:0 Николић у 41’, 2:0 Живановић у 44’ и 3:0 Дубоњац у 90’ (Шумадија, Јагњило). [б]: Билбиа и Ђорђевић (Палилулац, Крњача) | ФИНАЛЕ среда, 15. јун 2011. година у 17.30 часова.[6] Стадион: Срема из Јакова, гледалаца 500 Судија: Златан Хаскић (Београд) (7) Помоћници: Стрелаци: 1:0 Николић у 41’, 2:0 Живановић у 44’ и 3:0 Дубоњац у 90’ (Шумадија, Јагњило). [б]: Билбиа и Ђорђевић (Палилулац, Крњача) | ФИНАЛЕ среда, 15. јун 2011. година у 17.30 часова.[6] Стадион: Срема из Јакова, гледалаца 500 Судија: Златан Хаскић (Београд) (7) Помоћници: Стрелаци: 1:0 Николић у 41’, 2:0 Живановић у 44’ и 3:0 Дубоњац у 90’ (Шумадија, Јагњило). [б]: Билбиа и Ђорђевић (Палилулац, Крњача) | ФИНАЛЕ среда, 15. јун 2011. година у 17.30 часова.[6] Стадион: Срема из Јакова, гледалаца 500 Судија: Златан Хаскић (Београд) (7) Помоћници: Стрелаци: 1:0 Николић у 41’, 2:0 Живановић у 44’ и 3:0 Дубоњац у 90’ (Шумадија, Јагњило). [б]: Билбиа и Ђорђевић (Палилулац, Крњача) | ФИНАЛЕ среда, 15. јун 2011. година у 17.30 часова.[6] Стадион: Срема из Јакова, гледалаца 500 Судија: Златан Хаскић (Београд) (7) Помоћници: Стрелаци: 1:0 Николић у 41’, 2:0 Живановић у 44’ и 3:0 Дубоњац у 90’ (Шумадија, Јагњило). [б]: Билбиа и Ђорђевић (Палилулац, Крњача) |
| --- | --- | --- | --- | --- |
| "Домаћин" | "Домаћин" | Резултат | "Гост" | "Гост" |
| Шумадија, Јагњило | Шумадија, Јагњило | 3:0 | Палилулац, Крњача | Палилулац, Крњача |
| Јокић · Глођовић · Николић 41’ · Д. Стојановић · Спасић · Солдатовић · Ђоровић · Јованчић М. Јовановић · Милић Дубоњац 90’ · Ненад Живановић 44’ Б. Стојановић · Дабетић | — 6,5 7 6,5 7 6,5 (—) 6,5 (7) 7,5 (—) 7 | | Владимир Јанковић · Младен Билбиа · Лазар Ђорђевић Александар Шушњар · Ненад Радаковић · Каровић · Трипо Јокановић · Никола Николић · Дејан Вукомановић · Небојша Трајковић Костић · Марко Христов · Александар Кастратовић Јован Милошевић                                       | 6 5,5 5 (—) 6 5,5 6 5,5 (5,5) 6 5,5 (5,5) |